# セフカペン
セフカペンピボキシル（Cefcapene pivoxil）は、第三世代のセフェム系抗生物質である。

セフカペンピボキシル の構造式

商品名フロモックス。1985年に日本で創製され、1997年4月に承認された。

## 効能・効果

### 有効菌種
グラム陽性菌の他、多くのグラム陰性菌に効果を示す。
ブドウ球菌属、レンサ球菌属、肺炎球菌、淋菌、モラクセラ（ブランハメラ）・カタラーリス、大腸菌、シトロバクター属、クレブシエラ属、エンテロバクター属、セラチア属、プロテウス属、モルガネラ・モルガニー、プロビデンシア属、インフルエンザ菌、ペプトストレプトコッカス属、バクテロイデス属、プレボテラ属（プレボテラ・ビビアを除く）、アクネ菌

### 適応疾患
- 表在性皮膚感染症、深在性皮膚感染症、リンパ管・リンパ節炎、慢性膿皮症
- 外傷・熱傷及び手術創等の二次感染、乳腺炎、肛門周囲膿瘍
- 咽頭・喉頭炎、扁桃炎（扁桃周囲炎、扁桃周囲膿瘍を含む）、急性気管支炎、肺炎、慢性呼吸器病変の二次感染
- 膀胱炎、腎盂腎炎
- 尿道炎、子宮頸管炎
- 胆嚢炎、胆管炎
- バルトリン腺炎、子宮内感染、子宮付属器炎
- 涙嚢炎、麦粒腫、瞼板腺炎
- 外耳炎、中耳炎、副鼻腔炎
- 歯周組織炎、歯冠周囲炎、顎炎

## 副作用
重大な副作用を下記に示す。
- ショック、アナフィラキシー
不快感、口内異常感、喘鳴、眩暈、便意、耳鳴、発汗、呼吸困難、血圧低下等
- 急性腎障害
- 無顆粒球症、血小板減少、溶血性貧血
- 偽膜性大腸炎、出血性大腸炎等の重篤な大腸炎
血便、腹痛、頻回の下痢
- 中毒性表皮壊死融解症、皮膚粘膜眼症候群、紅皮症（剥脱性皮膚炎）
- 間質性肺炎、好酸球性肺炎
発熱、咳嗽、呼吸困難等
- 劇症肝炎、肝機能障害、黄疸
劇症肝炎等の重篤な肝炎、AST(GOT)、ALT(GPT)、Al-P等の上昇を伴う肝機能障害、黄疸
- 横紋筋融解症
筋肉痛、脱力感、CK(CPK)上昇、血中及び尿中ミオグロビン上昇

## 後発品
セフカペンピボキシル塩酸塩水和物の物質特許が2008年10月に満了すると、後発品会社が続々と製剤を発売した。これに対し塩野義製薬は結晶特許を侵害されたとして2009年8月に沢井製薬らを提訴したが、2010年4月、特許は進歩性欠如により無効とすべきものであるとの見解が示され、敗訴した。

## 参考資料
1. 1 2  “経口用セフェム系抗生物質製剤「フロモックス®」の後発品製造・販売会社に対する特許権侵害訴訟の提起について”.   塩野義製薬株式会社. 2021年6月8日閲覧。
2. ↑   (英語) Analogue-based Drug Discovery. John Wiley & Sons. (2006). p. 496. ISBN 9783527607495
3. ↑  “フロモックス錠75mg／フロモックス錠100mg インタビューフォーム”.   PMDA. 2021年6月8日閲覧。
4. 1 2  “フロモックス錠75mg／フロモックス錠100mg 添付文書”. www.info.pmda.go.jp.   PMDA. 2021年6月8日閲覧。
5. ↑  “平成２１年(ワ)第２２０８号 特許権侵害差止等請求事件（第１事件）平成２１年(ワ)第１２４１２号 特許権侵害差止等請求事件（第２事件）判決”.   最高裁判所. 2021年6月8日閲覧。